# Ouèssè (gemeente)
Ouèssè is een van de 77 gemeenten (communes) in Benin. Ouèssè telt 142.017 inwoners (2013). De gemeente ligt in het noordoosten van het departement Collines en heeft een oppervlakte van ongeveer 3.200 km². De gemeente is opgedeeld in negen arrondissementen:
- Challa-Ogoi
- Djègbè
- Gbanlin
- Kèmon
- Kilibo
- Laminou
- Odougba
- Ouèssè-Centre
- Toui

De gemeente wordt bestuurd door een burgemeester (maire) en een gemeenteraad (conseil communal). Aan het hoofd van elk arrondissement staat een chef d'arrondissement.

## Economie
De landbouw is de belangrijkste economische sector. Verbouwde gewassen zijn onder andere maïs, rijst, maniok en aardnoten. In Idadjo zijn belangrijke afzettingen van blauwe marmer. De exploitatie wordt echter bemoeilijkt door de slechte bereikbaarheid. Verder zijn er zand-, grind- en granietgroeven. De markt van Ouèssè-Centre is na die van Glazoué de grootste van het departement.
De spoorlijn tussen Cotonou in het zuiden en Parakou in het noorden loopt door het oosten van de gemeente. In Ouèssè zijn er twee treinstations, in Kokoro en in Kilibo.

## Geografie
De stad Ouèssè ligt op 327 kilometer van Cotonou. De gemeente grenst in het oosten aan Nigeria. De westelijke grens van de gemeente wordt gevormd door de Ouémé; de oostelijke door de  Okpara. Verder stromen de Gbeffa, de Kilibo, de Liga, de Nonomi en de Toumi door Ouèssè. De gemeente ligt op een grotendeels vlakke schiervlakte. Het arrondissement Kèmon is heuvelachtig met granietheuvels van ongeveer 300 meter. Het landschap bestaat voornamelijk uit bossavanne.
De jaarlijkse neerslaghoeveelheid bedraagt tussen 1100 en 1200 mm. Het droge seizoen valt in de maanden november tot maart en van december tot februari waait de woestijnwind harmattan.

## Geschiedenis
Ouèssè Wogoudo was een koninkrijk waarvan de eerste koning, Djahlin Djanta, ook bekend als Faka Foukou, zou geregeerd hebben van 1690 tot 1720. Onder koloniaal bestuur werd Ouèssè, net als Kilibo, een kanton in de cercle Savalou. In 1978 werd Ouèssè een onderprefectuur en in 1999 een gemeente.

## Bevolking
In 2002 telde Ouèssè 96.850 inwoners. In 2013 waren dit 142.017 inwoners en in 2020 naar schatting meer dan 150.000 inwoners.
De belangrijkste bevolkingsgroepen zijn de Shabè (voor het merendeel in het oosten) en de Mahi (voor het merendeel in het westen). Het samenleven tussen deze twee bevolkingsgroepen was vaak problematisch. Verder leven er kleinere groepen Adja, Fon, Otamari, Yom, Lokpa en Fulbe.
Opm: Bevolkingscijfers in duizendtallen
Bron: Ouèssè Commune in Benin; 1979-2013: volkstellingen
Bron: Institut National de la Statistique Benin; 2013: volkstelling